# Sylvaine Strike
Sylvaine Strike es una actriz, escritora y directora de teatro sudafricana.

## Biografía
Asistió a la Universidad de Ciudad del Cabo y se graduó en teatro en 1993. De 1998 a 2000 asistió a la escuela Jacques LeCoq, donde completó un diploma de dos años con especialización en mimo y payaso.

## Carrera profesional

### Teatro
Ha sido directora artística de Fortune Cookie Theatre, el cual cofundó en 2000, con el que ha dirigido obras como El avaro (2012) y Tartufo (2017) y Tabaco y los efectos nocivos del mismo (2016). En 2004, cocreó Black and Blue con otros miembros de Fortune Cookie, el que también protagonizó. En 2015, se volvió a montar la producción de Black and Blue.
También ha dirigido programas como Miss Dietrich Regrets (2015), DOP (2019), y ECLIPSED (2019). Strike también ayudó a adaptar la historia de Blancanieves a Blancanieves - The Ballet en 2017.

### Cine y televisión
Ha participado en películas como District 9 (2009) y obtenido papeles en programas de televisión como Those Who Can't, Black Sails, Mad Dogs y The Hot Zone.

## Premios
En 2006, recibió el premio Standard Bank Young Artist Award - Drama. En 2010, fue una de las veinticinco nominadas para la Iniciativa de Artes Rolex Mentor Protégé.
En 2011, su producción Butcher Brothers recibió el premio Naledi a la mejor producción de vanguardia. En 2014, Strike fue reconocida como Artista Destacada en el Festival Nacional de Arte Sudáfrica. Como artista tal, trabajó en el comité del festival de arte para crear una retrospectiva de su trabajo. Strike recibió un SAFTA 2017 en la categoría Mejor Actriz de Reparto - Comedia de TV por su trabajo en el programa Los que no pueden. El mismo año fue nominada a un premio Kanna por su dirección de DOP.
Recibió la Orden de las Artes y las Letras en 2018 por su contribución a las artes escénicas.